# Dryomorpha
De Dryomorpha zijn een groep ornithischische  dinosauriërs die behoren tot de Euornithopoda.
In 1986 benoemde de Amerikaanse paleontoloog Paul Sereno een klade, monofyletische afstammingsgroep, Dryomorpha, voor de Dryosauridae en nog verder afgeleide vormen binnen de Iguanodontia. In 1998 meende Sereno zelf dat de term wat overbodig was omdat er al zoveel kladen binnen de Iguanodontia benoemd waren en zag, hoewel hij dat jaar in een studie systematisch vele dinosauriërkladen  definieerde, voor deze aftakking af van een kladedefinitie maar in het begin van de 21e eeuw begon het concept veelvuldiger gebruikt te worden. In 2005 gaf Sereno daarom alsnog een definitie: de groep bestaande uit de laatste gemeenschappelijke voorouder van Dryosaurus altus (Marsh 1878) en Parasaurolophus walkeri Parks 1922, en al zijn afstammelingen.
De Dryomorpha bestaan uit de Dryosauridae en de Ankylopollexia. Ze zijn de zustergroep van de Elasmaria.
De Dryomorpha zijn middelgrote tot reusachtige tweevoetige planteneters uit het late Jura (Dryosaurus lettowvorbecki uit de Tendaguruformatie van Tanzania, Kimmeridgien) tot het late Krijt, (Hadrosauridae uit het Maastrichtien van Noord-Amerika, 65 miljoen jaar geleden).